# فرانسيسكو فارغاس بيليز
فرانسيسكو فارغاس بيليز (بالإسبانية: Francisco Vargas Peláez)‏ (مواليد 25 ديسمبر 1984) هو ملاكم مكسيكي، مثّل بلاده في الألعاب الأولمبية الصيفية 2008.

## روابط خارجية
فرانسيسكو فارغاس بيليز على موقع بوكس ريك (الإنجليزية) (registration required)
- فرانسيسكو فارغاس بيليز على موقع أوليمبيديا (الإنجليزية)